# Брокат (тъкачество)
Брокат (итал. Broccato, от глагола broccare „премесвам“) е вид тежък, устойчив, фигурален, текстилен плат, изработен от коприна или вискоза, в който са вплетени златни или сребърни нишки (съответно за златен или сребърен брокат). Първоначално обаче терминът се отнасял само до брошурани или ланцирани тъкани, при които допълнителната фигурна вътъчна нишка се състои от материал, различен от основния вътък.
Тъй като в днешно време терминът се използва толкова широко за всякакъв вид скъп текстил, че вече не описва нито конкретен вид сплитка, нито специфична техника на тъкане, CIETA (Center international d'étude des textiles anciens [[[Български език|бълг]].: Международен център за изучаване на древни текстили]) препоръчва той да не се използва в научен контекст.
Брокатените тъкани се използват като калъфи за мебелна тапицерия и калъфки за възглавници, като тапетен плат и за помпозни одежди и обувки. В исторически план богато украсеният текстил с метални конци се носел предимно от аристократични и църковни сановници. Кааба, най-важното светилище на исляма в Мека, е покрита с така наречената кисва, която е направена от черен брокат.